# Viveiro (plantas)

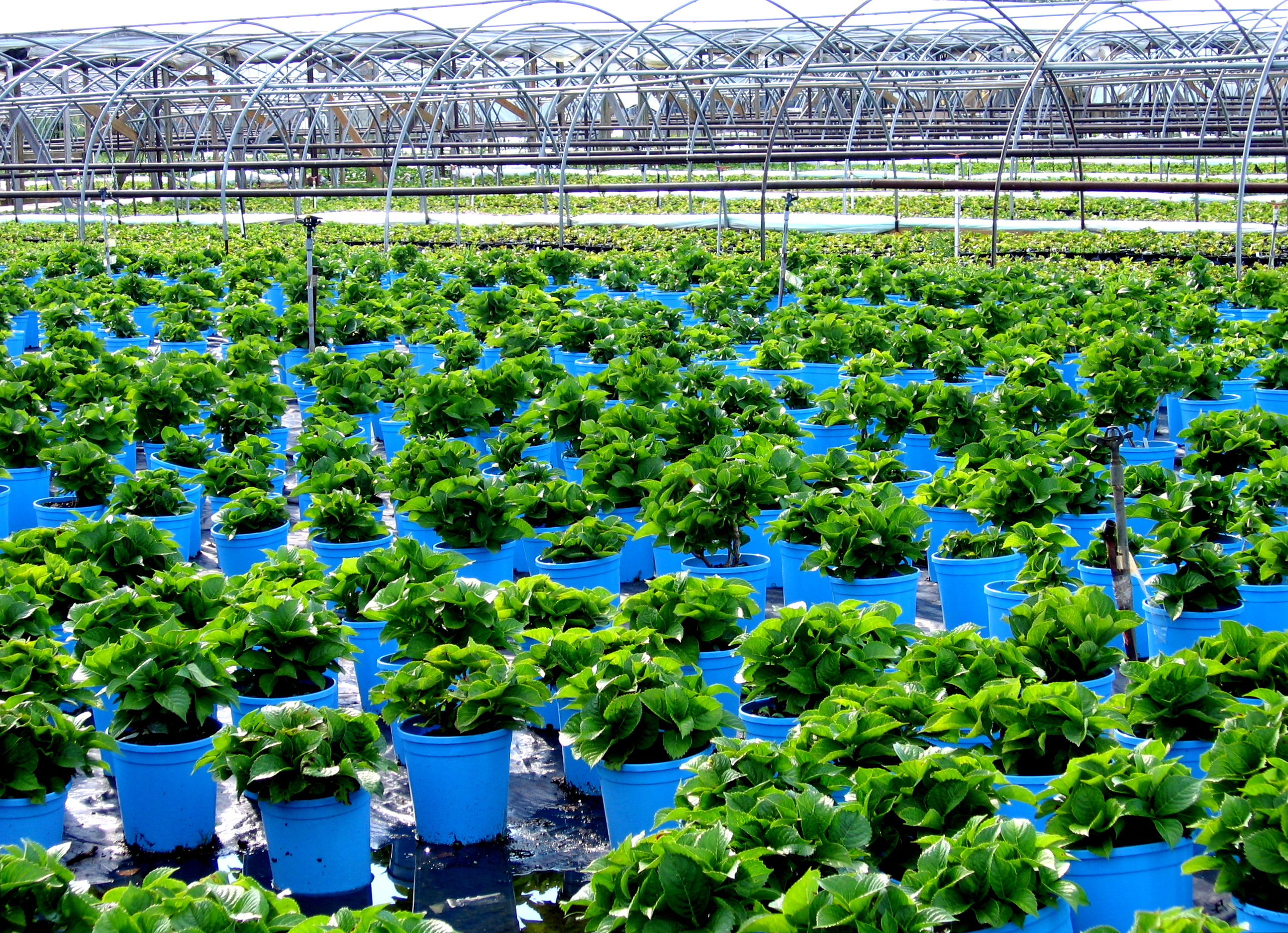
Viveiro de plantas em estufa

Um viveiro de plantas ou "berçário de plantas", em  agricultura, silvicultura, arboricultura ou horticultura, é um campo ou uma parcela de terra reservada para a multiplicação e para a cultura de plantas lenhosas, principalmente árvores, arbustos e plantas vivazes, até que se tornem aptas para serem transplantadas ou comercializadas. O termo também pode ser usado para os locais de semeaduras de plantas anuais (notadamente legumes e plantas de flores anuais), denominadas sementeiras. 

## Tipos de viveiros
Por metonímia, o termo "viveiro" designa também uma empresa especializada na produção de plantas lenhosas, semi-lenhosas ou vivazes. Distingue-se dois tipos principais de viveiristas: 
- viveiristas-produtores: Aqueles que  asseguram a produção de plantas jovens através da multiplicação dos vegetais por via vegetativa ( alporquia, enxertia, mergulhia, multiplicação in vitro, ...) ou por via sexual ( sementes). Em geral, estes viveristas mantém a cultura no máximo por dois anos.
- viveiristas-criadores: Aqueles que  recebem dos produtores as plantas jovens para, seguidamente, cultivá-los até estarem aptos para o campo ou jardim, fase que pode levar até três anos, exceto para as não vivazes que apresentam um ciclo inferior a um ano.

Estas plantas são seguidamente vendidas diretamente para particulares, comunidades, outros viveiristas, lojas de jardinagem ou empresas especializadas em paisagismo. 

## Cultivo e controle
Um viveiro de plantas necessita das condições ideais para o desenvolvimento das mudas, destacando-se a umidade, irrigação, luminosidade, temperatura, tipo de solo, adubação, tipos de recipientes,  proteção contra o vento e chuvas, controle de pragas e ervas daninhas, e  principalmente, pessoal especializado no ramo. Para um desenvolvimento sadio da muda no viveiro, cada tipo de planta exige condições diferenciadas de produção e cultivo. 
Devido à complexidade de cultivo, geralmente os produtores se especializam em atividades mais específicas: produção de sementes, flores para jardins, arbustos e árvores para ornamentação, árvores florestais, plantas medicinais, gramíneas para pastagens ou jardins, forragens para animais e outras.   
Os viveiros de plantas devem apresentar um rigoroso controle sanitário, regulamentado e vistoriado por órgãos oficiais.